# Luis Sequeira
Luis Alberto Sequeira (Maquinista Savio, 8 gennaio 2003) è un calciatore argentino, centrocampista dell'Independiente Rivadavia in prestito dal Talleres (C).

## Biografia
Gioca come centrocampista offensivo.

## Carriera

### Club
Sequeira è cresciuto nel settore giovanile del San Lorenzo, con cui ha debuttato il 9 novembre 2019 nell'incontro di Primera División vinto 3-0 contro l'Argentinos Juniors. Il 27 maggio 2021 ha realizzato il suo primo gol nel match di Coppa Sudamericana vinto 3-0 contro l'Huachipato.
Il 30 gennaio 2023 è stato ceduto in prestito al Talleres (C), che a fine stagione lo ha acquistato a titolo definitivo.

### Nazionale
Ha giocato nella nazionale argentina Under-16.

## Statistiche

### Presenze e reti nei club
Statistiche aggiornate al 2 aprile 2024.
| Stagione        | Squadra         | Campionato      | Campionato | Campionato | Coppe nazionali | Coppe nazionali | Coppe nazionali | Coppe continentali | Coppe continentali | Coppe continentali | Altre coppe | Altre coppe | Altre coppe | Totale | Totale | Totale |
| Stagione        | Squadra         | Comp            | Pres       | Reti       | Comp            | Pres            | Reti            | Comp               | Pres               | Reti               | Comp        | Pres        | Reti        | Pres   | Reti   |        |
| --------------- | --------------- | --------------- | ---------- | ---------- | --------------- | --------------- | --------------- | ------------------ | ------------------ | ------------------ | ----------- | ----------- | ----------- | ------ | ------ | ------ |
| 2020            | San Lorenzo     | PD              | 2          | 0          | CA+CM           | 0               | 0               |                    | -                  | -                  |             | -           | -           | 2      | 0      |        |
| 2021            | San Lorenzo     | PD              | 1          | 0          | CdL             | 0               | 0               | CS                 | 1                  | 1                  |             | -           | -           | 2      | 1      |        |
| 2022            | San Lorenzo     | PD              | 1          | 0          | CA+CdL          | 0               | 0               |                    | -                  | -                  |             | -           | -           | 1      | 0      |        |
| 2023            | Talleres (C)    | PD              | 6          | 0          | CA+CdL          | 1+7             | 0               |                    | -                  | -                  |             | -           | -           | 14     | 0      |        |
| 2024            | Talleres (C)    | PD              | 0          | 0          | CA+CdL          | 0+3             | 0               |                    | -                  | -                  |             | -           | -           | 3      | 0      |        |
| Totale carriera | Totale carriera | Totale carriera | 10         | 0          |                 | 11              | 0               |                    | 1                  | 1                  |             | -           | -           | 22     | 1      |        |